# Historique des publications de Lucky Luke

## Revues

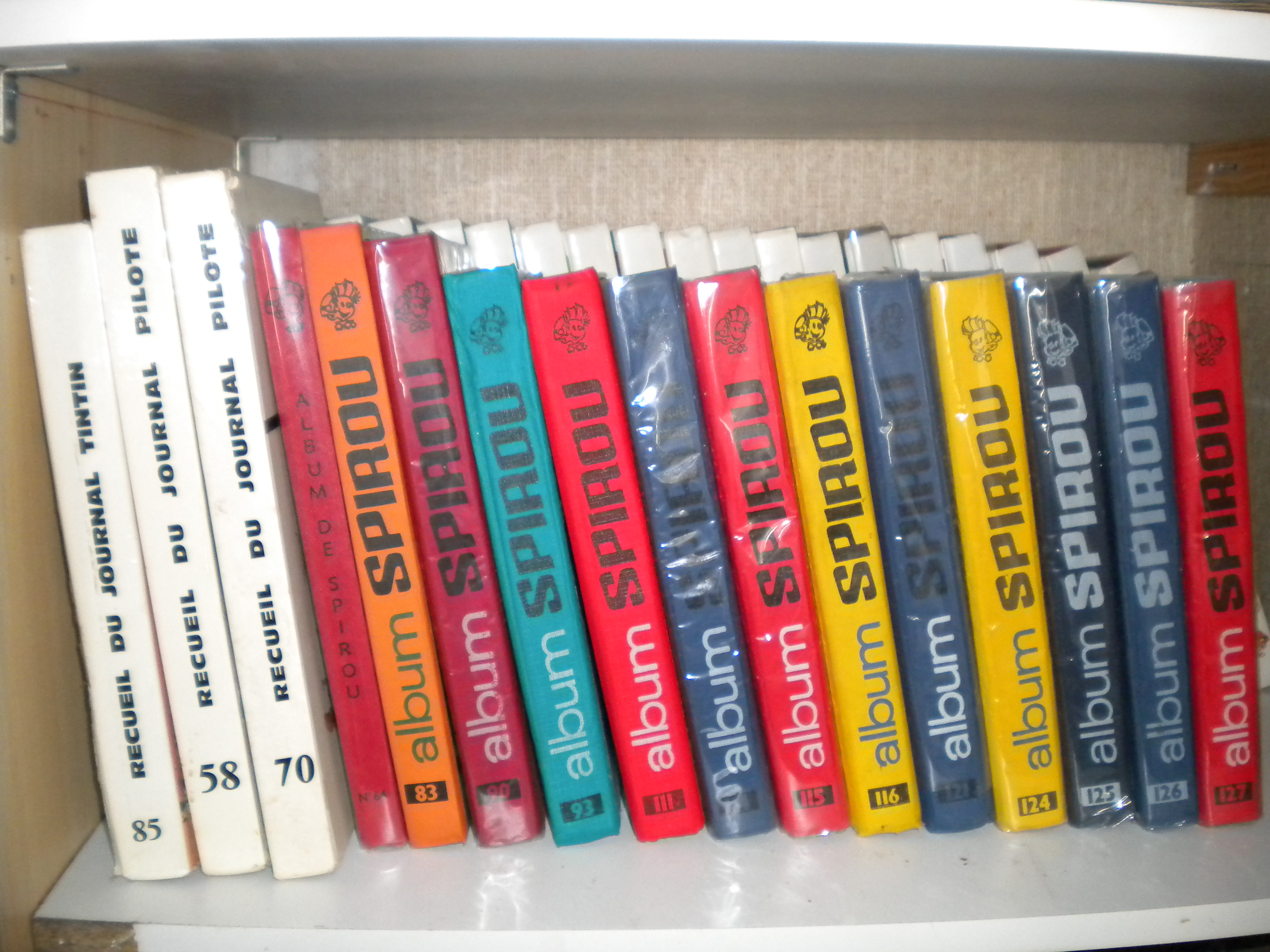
Recueils de Spirou, Pilote et Tintin, trois journaux de bande dessinée où est paru la série.

### Spirou

#### Première publication

##### Années 1940
La série est créée en 1946 dans l'almanach 1947 du journal Spirou avec le récit complet Arizona 1880. L'année suivante est publiée pour la première fois une histoire à suivre La mine d'or de Dick Digger, dans les journaux Spirou du no 478 au no 502. Un récit d'une page intitulé Lucky Luke et son cheval Jolly Jumper est publié dans les no 503 et no 504. Dans le numéro suivant commence la publication d'une nouvelle histoire à suivre Le sosie de Lucky Luke jusqu'au no 527. En 1948, est publiée, à partir du no 528, l'histoire à suivre Grand rodéo jusqu'au no 545, puis enchaînée dès le numéro suivant par l'histoire à suivre Desperado city qui est publiée jusqu'au no 566. Les histoires s'enchaînent dans le journal ; ainsi dès qu'une histoire finit une nouvelle commence dans le numéro suivant, c'est ainsi que l'histoire à suivre La ruée vers l'or de Buffalo Creek commence à être publiée en 1949 dans le journal, du no 567 au no 584, puis le numéro suivant voit la publication de Cigarette Caesar jusqu'au no 601, puis Le retour de Joe la Gachette dès le numéro suivant jusqu'au no 618, suivi par Jours de round–up du numéro suivant au no 629 et l'histoire Le grand combat du numéro suivant au no 646. Ces deux histoires sont publiées en 1950.

##### Années 1950
La série est absente du journal Spirou pendant plusieurs mois avant de reprendre en 1951 dans le no 684 où elle réapparaît par le biais de trois dessins qui annoncent le retour des histoires à suivre dès le numéro suivant. L'histoire à suivre Nettoyage à Red City est donc publiée du numéro suivant jusqu'au no 697. La série revient l'année suivante dans le journal avec une annonce dans le no 700 puis une nouvelle histoire à suivre intitulée Hors-la-loi jusqu'au no 731. La politique des éditions Dupuis étant que les séries vedettes soient pratiquement toujours au sommaire, les histoires s'enchaînent rapidement durant l'année 1952. Tumulte à Tumbleweed est publié du no 735 au no 754, Le retour des frères Dalton du no 755 au no 764 et L'Élixir du Docteur Doxey du no 765 au no 786. La série fait en outre la couverture des no 768 et no 778. Le rythme de parution ne baisse pas pour l'année 1953, l'histoire Chasse à l’homme paraît du no 787 au no 808 avec la couverture du no 788.
La série disparaît ensuite pendant presque deux ans pour cause de voyage aux États-Unis de Morris, elle revient en 1955 dans le no 906 avec l'histoire Des rails sur la prairie scénarisée pour la première fois par René Goscinny rencontré pendant ce voyage. L'histoire se termine dans le no 929 et fait la couverture du no 917. En 1956, l'histoire de l'année est Alerte aux Pieds-Bleus publiée du no 938 au no 957, à cette occasion la série fait la couverture du no 943, puis une seconde histoire est publiée dans l'année, intitulée Lucky Luke et la bande de Joss Jamon elle paraît dans le no 966, dont elle fait aussi la couverture, et se termine dans le no 989. Pour l'année suivante, la publication de la série commence dans le no 992 avec une histoire à suivre intitulée Les Cousins Dalton qui se termine dans le no 1013, une autre histoire est publiée à partir du no 1021 intitulée Le Juge, jusqu'au no 1042, elle fait aussi la couverture du no 1032. La même année est publiée une nouvelle qui a pour titre Pirates en pullman dans un hors-série du journal Spirou intitulé Spirou poche. Pendant l'année 1958, est publiée l'histoire à suivre Ruée sur l'Oklahoma du no 1046 au no 1070, ainsi que l'histoire L'Évasion des Dalton du no 1076 au no 1102 pour l'occasion elle fait aussi la couverture des no 1046, no 1061, no 1076, no 1081 et no 1097. L'année 1959 voit la publication de l'histoire à suivre intitulée En remontant le Mississipi du no 1111 au no 1132 et fait la couverture des no 1117 et no 1123.

##### Années 1960
L'année 1960, commence avec la publication de l'histoire à suivre Sur la piste des Dalton du no 1138 jusqu'au no 1159, pendant sa publication elle fait quatre fois la couverture du journal dans les no 1138, no 1143, no 1153 et no 1157. Dans le no 1159 est aussi publiée une histoire de deux pages intitulée Au Far West qui a la particularité d'être dessinée et scénarisée par Remacle. Autre histoire publiée dans l'année, À l'ombre des derricks du no 1161 au no 1182, histoire qui fait la couverture trois fois: dans les no 1165, no 1169 et no 1181. L'année 1961 est faste pour la série, avec la publication des histoires à suivre Les Rivaux de Painful Gulch du no 1186 au no 1207, Billy the Kid du no 1210 au no 1231 et Les Collines noires du no 1232 au no 1253. En revanche, la série ne fait pas la couverture de Spirou cette année. Les Dalton dans le blizzard est la première histoire publiée en 1962 du no 1256 jusqu'au no 1277, la seconde est La Caravane publiée du no 1281 au no 1302, cette année, la série fait la couverture du no 1242, no 1265 et du no 1281. L'année 1963 voit la publication de l'histoire La Ville fantôme du no 1306 au no 1327 et de Les Dalton se rachètent du no 1331 au no 1352 et fait la couverture des no 1291, no 1315, no 1324, no 1331 et surtout la couverture du no 1339 qui est le spécial Noël de l'année. Le 20e de cavalerie du no 1356 au no 1377, L'Escorte du no 1380 au no 1401 et les couvertures des no 1346, no 1356 et no 1390 sont les publications de l'année 1964. L'année 1965 commence avec la publication de l'histoire à suivre Des barbelés sur la prairie du no 1411, dont elle fait aussi la couverture, jusqu'au no 1432. Un strip est publié dans le no 1420, puis une nouvelle histoire à suivre intitulée Calamity Jane du no 1437, numéro où la série fait aussi la couverture ainsi que du no 1442, l'histoire termine sa publication dans le no 1458. La seule histoire à suivre publiée pour l'année 1966 est intitulée Tortillas pour les Dalton du no 1466 au no 1487, elle fait en revanche la couverture de plusieurs numéros, le no 1455, no 1466, no 1469 et no 1482, en outre un récit de deux planches intitulé Le chemin du crépuscule est publié dans le no 1482 bis. L'année 1967 est particulière puisqu'il s'agit de la dernière publication régulière dans le journal Spirou avant son transfert pour le journal Pilote. Cette année est publiée La Diligence du no 1504, dont elle fait aussi la couverture, au no 1525. Le no 1513 est un spécial Lucky Luke pour l'anniversaire de la série, la couverture lui est dédiée, ainsi qu'un récit de deux pages intitulé Rêve d’anniversaire de Salvérius et Jean Roba, ce dernier est encore de la partie, avec Maurice Tillieux, pour un autre récit de deux planches intitulé Unlucky Luke story. Morris lui est l'auteur d'un gag et d'une histoire de deux planches sans titre. L'histoire Le Pied-Tendre est publiée du no 1537 au no 1556, elle fait aussi la couverture des no 1537 et no 1542, la seconde couverture du no 1548 et du no 1551 publiée au début de l'année 1968.

##### Après les années 1960
La série fait son retour dans le journal en 1977, avec un récit complet de sept pages intitulé Un amour de Jolly Jumper publié dans le no 2117, dont elle fait aussi la couverture pour l'occasion. Puis dès le numéro suivant est publiée l'histoire à suivre La Ballade des Dalton jusqu'au no 2123, elle fait aussi la couverture du no 2118. Elle revient en 1980 avec une histoire de sept pages intitulée La corde du pendu dans le no 2172, dont elle fait aussi la couverture. L'année suivante, la série est présente dans le journal par deux fois avec un récit de six planches intitulé La mine du chameau dans le no 2214, puis dans le no 2218 avec la couverture de ce numéro puis un autre récit de six pages intitulé Les Dalton prennent le train. Quatre ans plus tard la série revient avec une histoire à suivre intitulée Le Daily Star publiée du no 2424, dont elle fait aussi la couverture, au no 2427. L'année suivante la série revient avec l'histoire à suivre La Fiancée de Lucky Luke publiée du no 2479 jusqu'au no 2482. Elle fait la couverture du premier numéro dont l'histoire est publiée. Après une très longue absence la série revient en 2010 avec l'histoire à suivre Lucky Luke contre Pinkerton.

#### Republication
La première histoire de la série intitulée Arizona 1880 est republiée dans le no 1513 (1967) qui est un spécial anniversaire de la série. À partir de 2006 sont republiées plusieurs histoires à suivre. La première est Tortillas pour les Dalton du no 3547 au no 3555, l'année suivante La Caravane du no 3630 au no 3637, pour l'occasion la série fait la couverture du no 3634. En 2008, c'est l'histoire Les Dalton dans le blizzard qui est publiée du no 3663 au no 3670 et fait la couverture du no 3663. Calamity Jane est republiée en 2009 du no 3694 au no 3701 et fait la couverture du no 3696. En 2010, c'est l'histoire À l'ombre des derricks qui est publiée du no 3747 au no 3753 et fait la couverture du no 3749.

### Pilote
La première histoire originale de la série qui paraît dans le journal Pilote est Dalton City du no 441, dont elle fait aussi la couverture pour l'occasion, au no 462 de l'année 1968. La série est publiée parallèlement dans Super Pocket Pilote. Dans le premier numéro est publiée une histoire de neuf pages intitulée Défi à Lucky Luke, la série fait la couverture du second numéro où est également publiée l'histoire complète de seize planches intitulée Arpèges dans la vallée. Dans le journal périodique est publiée, pour l'année 1969, l'histoire à suivre Jesse James du no 478 au no 499, elle fait aussi la couverture du premier numéro où l'histoire est publiée, ainsi que du no 494. Un gag d'une planche intitulé Les Dalton est aussi publié dans le no 479. Ensuite est publiée l'histoire à suivre Western Circus du no 520 au no 541, pour l'occasion la série fait la couverture du no 521 et du no 535. La même année est publiée dans le troisième numéro de Super Pocket Pilote, une histoire complète de huit pages intitulée Promenade dans la ville, puis dans le quatrième numéro une histoire de seize pages intitulée La bataille du riz. Pour l'année 1970, est publiée l'histoire à suivre Canyon Apache du no 563, dont elle fait aussi la couverture, au no 584. L'année suivante est publiée l'histoire à suivre Ma Dalton du no 595, numéro dont elle fait aussi la couverture, au no 616. Le no 631 publié la même année fête les 25 ans de la série avec une histoire complète de trois pages et une planche hommage de Jean Giraud, elle fait aussi la couverture du journal pour l'occasion. En 1972, est publiée l'histoire à suivre intitulé Chasseur de primes du no 658 jusqu'au no 679 et fait la couverture du premier numéro ou est publiée l'histoire. En 1973, sont publiées deux histoires à suivre, Le grand duc du no 690, dont elle fait aussi la couverture, au no 707, puis L'Héritage de Rantanplan, qui est la dernière histoire publiée dans le journal, du no 717 jusqu'au no 736.

### Lucky Luke
Entre mars 1974 et février 1975, la série va avoir son propre journal de bande dessinée. Elle va obligatoirement être au sommaire de chaque numéro soit avec des histoires courtes complètes ou des histoires à suivre, elle fait aussi la couverture des douze numéros. Dans le premier numéro est publiée une histoire complète de six pages intitulée Le desperado à la dent de lait, dans le second numéro l'histoire complète L’hospitalité de l’Ouest, dans le troisième numéro l'histoire complète Maverick, dans le quatrième numéro l'histoire complète L’égal de Wyatt Earp, dans le cinquième numéro l'histoire complète Le colporteur, dans le sixième numéro l'histoire complète Passage dangereux, dans le septième numéro l'histoire complète Sonate en colt majeur, chaque histoire est complète et compte six planches. À partir du no 8 est publiée l'histoire à suivre Le Cavalier blanc qui va se terminer dans le no 12, le dernier numéro du journal avant sa disparition définitive.

### Tintin
La série va faire une année dans le journal Nouveau Tintin, l'édition française de l'hebdomadaire belge Tintin, en publiant deux histoires à suivre. La première est publiée en 1975, il s'agit de l'histoire La Guérison des Dalton publiée du no 1 au no 13, pour l'occasion elle fait aussi la couverture du no 5. En 1976, elle fait aussi la couverture du no 22, puis la seconde histoire intitulée L'Empereur Smith est publiée la même année du no 30 au no 40 et la série fait aussi la couverture du no 32.

### Pif Gadget
La série est publiée dans le journal français Pif Gadget à partir de 1978, avec comme premier récit à suivre La Ballade des Dalton, qui est publié la même année dans le journal Spirou, du no 500 à no 502. L'École des shérifs est publié la même année dans le no 506. L'année suivante sont publiées deux histoires complètes de sept pages, La bataille du riz dans le no 513 et Arpèges dans la vallée dans le no 519. L'année suivante est republiée l'histoire Phil Defer à partir du no 626. Absente un bon moment du journal, la série revient en 1986 avec la republication d'une récit de deux pages intitulé Le chemin du crépuscule dans le no 891, puis l'année suivante l'histoire à suivre intitulée Nitroglycérine qui est publiée du no 942 au no 946. L'année suivante c'est l'histoire Le Pony Express qui est publiée du no 997 au no 999. En 1990, sont publiées ou republiées plusieurs histoires complètes, l'histoire de dix pages intitulée La bonne aventure dans le no 1116, l'histoire de huit pages intitulée Li–Chi dans le no 1117, l'histoire de six pages intitulée L’égal de Wyatt Earp dans le no 1120 et l'histoire de six pages intitulée Un Lapon au Canada dans le no 1125. L'histoire L'Amnésie des Dalton est publié en 1991 du no 1169 au no 1173. L'histoire Le Ranch maudit est publié en 1992 dans le no 1201. Dernière publication dans ce journal en 1992, avec l'histoire complète de six pages intitulée La mine du chameau dans le no 1211.

### Autres revues
La série est aussi publiée dans la presse nationale et quotidienne française, Sud Ouest, Le Nouvel Observateur, L'Express et VSD et dans la presse belge, Le Vif/L'Express.

## Albums

### La collection originale

#### Dupuis
Le premier album de la série à paraître est La Mine d'or de Dick Digger en 1949 aux éditions Dupuis, il s'agit d'un album broché. Le second album Rodéo sort la même année. Deux ans plus tard, en 1951, est publié le troisième album Arizona qui reprend les premières histoires de Lucky Luke prépubliées dans Spirou. Le quatrième album Sous le ciel de l'Ouest sort en 1952, les albums de la série vont s'enchaîner au rythme d'un album par an. Le cinquième, intitulé Lucky Luke contre Pat Poker, le sixième, intitulé Hors-la-loi, le septième, intitulé L'Élixir du Docteur Doxey, le huitième, intitulé Phil Defer et le neuvième album, Des rails sur la prairie qui est le premier album scénarisé par René Goscinny. Le dixième album, Alerte aux Pieds-Bleus, est publié en 1958 bien que celui-ci ne soit pas scénarisé par René Goscinny, désormais à partir de l'album suivant Lucky Luke contre Joss Jamon, sorti la même année, il scénarise tous les albums jusqu'à sa mort en 1977. Toujours en 1958 sort le douzième album, intitulé Les Cousins Dalton, le treizième, intitulé Le Juge, est publié l'année suivante.
En 1960, sont publiés deux albums, le quatorzième, Ruée sur l'Oklahoma et le quinzième, L'Évasion des Dalton. L'année 1961 voit la parution du seizième album intitulé En remontant le Mississipi. En 1962, sont publiés quatre albums, le dix-septième, Sur la piste des Dalton, le dix-huitième, À l'ombre des derricks, le dix-neuvième, Les Rivaux de Painful Gulch et le vingtième, Billy the Kid. Deux albums paraissent durant l'année 1963, le vingt-et-unième, Les Collines noires et le vingt-deuxième, Les Dalton dans le blizzard. Même nombre de parution pour l'année suivante, en 1964, avec le vingt-troisième album, Les Dalton courent toujours et le vingt-quatrième, La Caravane. Pour l'année 1965, ce sont trois albums qui paraissent, le vingt-cinquième, La Ville fantôme, le vingt-sixième, Les Dalton se rachètent et le vingt-septième, Le 20e de cavalerie. Le vingt-huitième album, intitulé L'Escorte sort en 1966. Les trois derniers albums des éditions Dupuis sont publiés en 1967, il s'agit du vingt-neuvième, intitulé Des barbelés sur la prairie, du trentième, intitulé Calamity Jane, et enfin du trente-et-unième, Tortillas pour les Dalton.

#### Dargaud
En 1968 la série passe aux éditions Dargaud, le premier album publié par cette maison d'édition est le trente-deuxième, La Diligence, renuméroté album no 1, la numérotation reprenant à zéro avec ce changement d'éditeur. Il s'agit du premier album de la série publié sous format cartonné. La même année sort le trente-troisième album, ou no 2 pour la numérotation Dargaud, intitulé Le Pied-Tendre. En 1969 sont publiés deux albums, le trente-quatrième album, ou no 3, Dalton City et le trente-cinquième (ou no 4) Jesse James. Un seul album sort en 1970, le trente-sixième album (ou no 5), Western Circus. Puis en 1971, sont publiés le trente-septième album (no 6), Canyon Apache, et le trente-huitième (no 7), Ma Dalton. Chasseur de primes, le trente-neuvième album (ou no 8), est le seul à être publié en 1972. Deux albums sortent en 1973, Le Grand Duc et L'Héritage de Rantanplan respectivement le quarantième (no 9) et quarante-et-unième album (no 10). L'année 1974 voit la publication du quarante-deuxième album (no 11), intitulé 7 histoires de Lucky Luke - série 1. Cet album regroupe sept courtes histoires publiées dans le journal Lucky Luke. Il n'y aura pas de série 2 et le « série 1 » disparaît de l'intitulé de l'album en 1981.
En 1975 sortent deux albums, le quarante-troisième album (no 12) intitulé Le Cavalier blanc et le quarante-quatrième (no 13), intitulé La Guérison des Dalton. Un seul album est publié en 1976, le quarante-cinquième (no 14) qui a pour titre L'Empereur Smith. Un seul album pour l'année 1977, le quarante-sixième (no 15), Le Fil qui chante. Il s'agit du dernier album scénarisé par René Goscinny, ce dernier décédant tragiquement au cours de l'année.
En 1978 sort l'album La Ballade des Dalton, à l'époque le quarante-septième album (no 16) de la série, qui regroupe les illustrations extraites du film du même nom. Il sera republié en 1986 mais perdra sa numérotation d'origine.
L'album suivant est publié en 1980 et est intitulé Le Magot des Dalton. Il s'agit du quarante-huitième (no 17), bien qu'il sera renuméroté quarante-septième album ou no 16 à la suite du déclassement de La Ballade des Dalton. Il est scénarisé par Vicq. L'année suivante, en 1981, c'est le quarante-neuvième (no 18), renuméroté quarante-huitième ou no 17, Le Bandit manchot qui sort sur un scénario de Bob de Groot. L'album Sarah Bernhardt, cinquantième (no 19), renuméroté quarante-neuvième et no 18, est publié en 1982 sur un scénario de Xavier Fauche et Jean Léturgie. La même année sort le cinquante-et-unième album (no 20), renuméroté cinquantième album ou no 19 par la suite, intitulé La Corde du pendu et autres histoires, qui regroupe six courtes histoires de plusieurs scénaristes dont une de René Goscinny. Puis, en 1983, est publié l'album Daisy Town, cinquante-deuxième album ou no 21, renuméroté plus tard cinquante et unième ou no 20. Il est adapté du film Lucky Luke sorti en 1971. La même année, le cinquante-troisième album (no 22), renuméroté cinquante-deuxième ou no 21, sort sur un scénario de Lo Hartog van Banda et s'intitule Fingers. Le Daily Star, cinquante-quatrième album (no 23), renuméroté par la suite cinquante-troisième ou no 22, est publié en 1984 sur un scénario de Xavier Fauche et Jean Léturgie. L'année suivante, c'est La Fiancée de Lucky Luke, le cinquante-cinquième album (no 24), renuméroté cinquante-quatrième album (no 23) par la suite, qui sort sur un scénario de Guy Vidal.
L'année 1986 voit la republication de l'album La Ballade des Dalton et autres histoires. Il s'agit d'un recyclage du quarante-septième album agrémenté de quelques courtes histoires supplémentaires. Pour l'occasion, la numérotation recule d'un numéro : no 24. Le Ranch maudit, le cinquante-sixième album (no 25), est publié en 1986 et contient quatre histoires sur des scénarios de Claude Guylouis, Xavier Fauche et Jean Léturgie. En 1987, deux albums sont publiés, d'abord Nitroglycérine, le cinquante-septième album (no 26), sur un scénario de Lo Hartog van Banda, puis L'Alibi, le cinquante-huitième (no 27), sur scénario de Claude Guylouis. Le cinquante-neuvième (no 28), Le Pony Express, est publié en 1988 sur un scénario de Xavier Fauche et Jean Léturgie. Il s'agit du dernier album publié par Dargaud avant le passage de la série chez Lucky Productions.

#### Lucky Productions
Morris quitte Dargaud pour fonder sa propre maison d'édition, Lucky Productions. Le premier album édité par celle-ci est intitulé L'Amnésie des Dalton et sort en 1991. Il est scénarisé par Xavier Fauche et Jean Léturgie. Il s'agit du soixantième album (no 29) de la série. L'année suivante voit la publication du soixante-et-unième album (no 30), Chasse aux fantômes, sur un scénario de Lo Hartog van Banda. En 1993 est publié Les Dalton à la noce, le soixante-deuxième album (no 31), avec Xavier Fauche et Jean Léturgie au scénario. Même équipe de scénaristes pour le soixante-troisième album (no 32), intitulé Le Pont sur le Mississipi et publié en 1994. Jean Léturgie est en revanche seul à écrire le scénario pour le soixante-quatrième album, Kid Lucky, publié en 1995 dans la série Lucky Luke sous le numéro 33 (no 33), et le mystérieux Pearce remplace alors Morris pour réaliser les dessins. Xavier Fauche est lui aussi seul pour le soixante-cinquième album (no 34), Belle Starr, édité en 1995. Pour l'année 1996 est publié le soixante-sixième (no 35), Le Klondike, sur un scénario de Yann et Jean Léturgie. L'année suivante est publié O.K. Corral, le soixante-septième (no 36) de la série, sur un scénario d'Éric Adam et Xavier Fauche. Jean Léturgie est à nouveau seul à scénariser le soixante-huitième album, Oklahoma Jim, publié durant cette même année 1997 dans la série Lucky Luke sous le numéro 37 (no 37), et remettant en scène le personnage de Kid Lucky du numéro 33. En 1998, c'est l'album Marcel Dalton, le soixante-neuvième album (no 38) de la série, qui est publié sur un scénario de Bob de Groot.

#### Lucky Comics
En 1999 est créée la maison d'édition Lucky Comics, née d'un partenariat entre Lucky Productions et Dargaud. Tous les albums de Lucky Luke qui ont été publiés par ces deux maisons d'édition le sont désormais par cette nouvelle entité. De plus, les albums publiés par Lucky Productions intègrent la numérotation de Dargaud, ce qui fait que L'Amnésie des Dalton prend officiellement le no 29 et ainsi de suite.
Le premier album publié par Lucky Comics, qui paraît en 2000, est le soixante-dixième (no 39) et est intitulé Le Prophète, sur un scénario de Patrick Nordmann. L'année suivante sort le soixante-et-onzième album (no 40), L'Artiste-peintre, scénarisé par Bob De Groot. En 2002 est publié La Légende de l'Ouest, le soixante-douzième (no 41), sur un scénario Patrick Nordmann. Il s'agit du dernier album de Morris qui est décédé l'année précédente.
Avec le décès de Morris, et conformément à sa volonté, Lucky Luke poursuivra ses aventures avec un nouveau dessinateur, Achdé. Un nouveau scénariste attitré à la série est aussi désigné en la personne de l'humoriste Laurent Gerra. Pour l'occasion, la série est renommée Les Aventures de Lucky Luke d'après Morris et la numérotation reprend à zéro. Le premier album de ce nouveau duo est La Belle Province, le soixante-treizième de la série mais le no 1 dans la nouvelle numérotation, sorti en 2004. La Corde au cou est édité en 2006. Il s'agit du soixante-quatorzième album (no 2). Le soixante-quinzième (no 3) est intitulé L'Homme de Washington et est publié en 2008. Lucky Luke contre Pinkerton, puis Cavalier seul, sont édités respectivement en 2010 et 2012. Il s'agit des soixante-seizième (no 4) et soixante-dix-septième (no 5) albums. Pour ces deux albums, Laurent Gerra laisse le scénario au duo Daniel Pennac et Tonino Benacquista. Le soixante-dix-huitième (no 6) est intitulé Les Tontons Dalton et est publié en 2014. Pour cet album, Laurent Gerra reprend le scénario, mais assisté de Jacques Pessis. La Terre promise est publiée en 2016. Il est écrit par Julien Berjeaut et il s'agit du soixante-dix-neuvième album (no 7) de la série.

### Réédition
Les premières rééditions, dans la collection Gag de Poche des éditions Dupuis, seront celles de Lucky Luke contre Pat Poker, qui est le deuxième album de la collection, du seizième, L'Élixir du Docteur Doxey, et du vingt-quatrième, Hors-la-loi, dans lequel on remarquera une différence par rapport à la première édition en grand format puisque la mort de Bob Dalton n'est pas censurée mais montrée crûment. La dernière réédition dans cette collection est celle de Sous le ciel de l'Ouest, le vingt-neuvième album. Entre 1967 et 1978 les éditions Dupuis publieront les 31 premiers albums en Intégrale cartonnée condensés en dix albums. La suite de ces Intégrales ne verra le jour qu'entre 2002 et 2007 avec les albums de Dargaud et de Lucky Productions condensés en 12 albums. En 1990, les éditions Hachette rééditent les 55 premiers albums de la série en onze volumes lettrés de A à K. Entre 1981 et 1982, les éditions Rombaldi publient une réédition de luxe en douze volumes.
En 2011, une édition spéciale des épisodes L'Évasion des Dalton, Billy the Kid, Calamity Jane, La Diligence, Dalton City et Le Fil qui chante, présentant des dossiers inédits signés Brieg F. Haslé, est proposée par le quotidien Ouest-France et les journaux du groupe Sud Ouest. En août 2011, Hachette lance Lucky Luke, la collection (édition spéciale de tous les épisodes dessinés par Morris), avec également des dossiers signés Brieg F. Haslé.

### Hors-série
Le premier album hors-série, intitulé Lucky Luke - Daisy Town, paraît en 1972 ; il s'agit de l'adaptation du film d'animation Lucky Luke sorti dans les salles l'année précédente et il se compose d'images extraites du dessin animé. La même année, l'album La Bataille du riz est offert à l'achat d'essence dans les stations-service Total ; il se compose de quatre courtes histoires inédites avec Morris aux dessins et René Goscinny aux scénarios. En 1978 paraît La Ballade des Dalton, un second album hors-série en adaptation du film d'animation du même nom. L'album Lucky Luke se défoule est co-édité en 1986 en format à l'italienne (24 x 11 cm) et tiré à 1 700 exemplaires par les librairies La Marge et Le Maître du Monde. En 1995, les trois albums Lucky Luke se marie, Mac chez les Indiens, et Un Cheik au Far West. sont offerts dans les stations-service Esso. Un deuxième album en format à l'italienne (24 x 11 cm), Le Cuisinier français, est publié en 2003 ; il est entièrement inédit et il a Morris et Achdé aux dessins, et Claude Guylouis au scénario. Un nouvel album hors-série, intitulé Tous à l'Ouest, paraît en 2007 ; il s'agit de l'adaptation du film du même nom sorti la même année et il se compose d'images extraites du film. En 2016 sort le nouvel album L'Homme qui tua Lucky Luke entièrement écrit et dessiné par Matthieu Bonhomme, et édité chez Lucky Comics.

### Publicitaire
Les premiers albums publicitaires commencent à paraître dès 1969 ; il s'agit d'albums produits par Tonimalt (1969) puis par les Biscuits Parein (1971). En 1975, un album de 16 pages, intitulé Grabuge à Pancake Valley, paraît pour un concours organisé par les éditions Fleurus. En 1976, l'album de 32 pages Lucky Luke et le piano est ensuite offert à l'achat de 50 litres d'essence par les stations-service Chevron. De nouveaux albums publicitaires continuent d'être publiés durant les années suivantes ; il faut citer notamment ceux sortis par Maggi (1977) ou Chambourcy (1980). En 1984, un catalogue en format à l'italienne de 84 pages est offert par La Samaritaine ; il contient une aventure complète et inédite intitulée Un Lapon à Sam-City. Des mini-albums paraissent les années suivantes à l'initiative des Services industriels de Genève, en prévention des méfaits du tabac (Lucky Luke contre l'ennemi public no 1, en 1985), ou bien à la demande des Laboratoires Delta, en prévention des caries (L'Allié de la famille, en 1988). En 1995, un album promotionnel de 12 pages, intitulé Les Dalton se régalent, est donné à l'achat de chocos BN par la Biscuiterie Nantaise. Les quatre albums de 16 pages L'École des shérifs, Le Colporteur, Les Dalton prennent le train, et Un Amour de Jolly Jumper sont offerts aux enfants dans les restaurants Buffalo Grill en 2002. En 2003 sort pour La Poste un album intitulé Lucky Luke envoi express tiré à 2 100 exemplaires. En 2004 paraît l'album promotionnel de 16 pages La Conquête du goût, publié pour les boulangeries Les Campaillou et La Campaillette. En 2006 est ensuite publié un album de 24 pages, intitulé Les Bons Filons de l'épargne, pour la banque Crédit Mutuel. En 2008 c'est enfin à l'initiative des ministères économiques de la Belgique, du Luxembourg, et des Pays-Bas, que paraît l'album en mini-format de 12 pages intitulé L'Arnaque en prévention des fraudes sur Internet.

### Pastiche et pirate
L'auteur néerlandais Paul Schuurmans publie dans les années 1970 une série de pastiches pornographiques intitulée De Sex-avonturen van Lucky Luke, dans le magazine Rosie. Une traduction en français du premier album tiré de cette série paraît sous la forme d'un album pirate de soixante-quatre pages, intitulé Les aventures sexuelles de Lucky Luke. En 1979, Roger Brunel dessine Kuly Kule, un pastiche pornographique de trois pages, pour sa série 5 volumes de pastiche, 1 volume de porno publiée dans Circus,,. En 1985, sort une parodie humoristique de quarante-deux planches intitulée Rocky Luke - Banlieue West éditée pour la première fois chez Goupil éditeur puis rééditée plusieurs fois par différentes maisons d'édition. Il s'agit d'une parodie de la série par plusieurs auteurs. En 1999, sort l'album collectif Hommage à Morris qui regroupe quarante-quatre planches parodiques de différents auteurs aux éditions GEM'S édition. Un petit album pirate intitulé Lucky Glauke est publié à une date indéterminée, par un auteur inconnu. Il s'agit d'une parodie gore de la série.